# Penas Róias
Penas Róias ist eine Gemeinde (Freguesia) im portugiesischen Kreis Mogadouro. In ihr leben 278 Einwohner (Stand 19. April 2021).